# 李棟 (嘉靖戊戌進士)
李棟（1503年—？），字隆仲，號鶉野，湖廣辰州府盧溪縣人，明朝政治人物。

## 生平
湖廣鄉試第十名，嘉靖十七年（1538年）戊戌科第三甲第十五名進士。初授四川内江知縣，嘉靖十九年（1540年）授直隸丹徒縣知縣。擢吏部稽勋司主事，升文选司员外郎，二十年三月被給事中余爌弹劾罢黜。贬为两淮盐运判，歷官云南兵备副使。

## 家族
曾祖李茂，祖李時勉，壽官。父李廷鶴，母楊氏。重慶下。從兄李樂，南京戶部主事。弟柱、梧、栢、檟、樞。